# 크로아트인

크로아트계 보스니아인의 기

크로아트계 세르브인의 기

크로아트인(크로아티아어: Hrvati 흐르바티[xr̩ʋăːti], Croats)은 남슬라브족에 속하며 크로아티아어를 모어로 사용하는 크로아티아의 주요 민족이다.
혈통적, 언어적으로 세르브인과 거의 차이가 없고 천주교를 믿는다는 것으로 구분된다는 점에서 민족종교집단이기도 하다.

## 거주 국가
대부분 크로아티아에 거주한다. 일부는 러시아, 세르비아, 보스니아 헤르체고비나, 슬로베니아, 몬테네그로 등지에도 거주한다.

## 문화
종교는 대부분 로마 가톨릭이다. 언어는 크로아티아어이다.

## 역사
925년에 왕국을 세웠다.:200 (→건국 후의 역사는 크로아티아 참조)

## 같이 보기
- 세르브인
- 슬로벤인
- 보스니아인